# Samuel L. Jackson
Samuel Leroy Jackson (født 21. december 1948) er en amerikansk skuespiller. I 1991 oprettede Cannes Film Festival en Supporting Actor-pris alene for hans skyld, så den kunne blive overrakt ham for hans præstation i Jungle Fever. Derudover har han vundet mange andre priser.
Han regnes for at være mest kendt for sin optræden i Do The Right Thing, Mo' Better Blues, Star Wars, Pulp Fiction, Jungle Fever m.fl., men har også en omfattende træning som teaterskuespiller.
Han modtog en Oscarnominering for Best Supporting Actor for sin rolle som gangsteren Jules Winnfield i Pulp Fiction, hvor han især imponerede med en lang, gammeltestamentlig monolog

## Karriere
Samuel L. Jackson startede sin karriere i biroller i film med Eddie Murphy. Dette medvirkede til at han blev castet i Jungle Fever, som han vandt en pris på Cannes Film Festival for. Senere blev han castet som Jules Winnfield i Quentin Tarantino's Pulp Fiction, som han blev kendt for, og modtog flere priser og nomineringer for.
Han er gift med LaTanya Richardson, som han fik en datter med.

## Udvalgt filmografi
| År   | Titel                                       | Rolle                      | Bemærkninger                                         |
| ---- | ------------------------------------------- | -------------------------- | ---------------------------------------------------- |
| 1972 | Together for Days                           | Stan                       |                                                      |
| 1981 | Ragtime                                     | Bande medlem nr. 2         |                                                      |
| 1987 | Eddie Murphy Raw                            | Eddie's onkel              | Mindre rolle                                         |
| 1988 | Coming to America                           | Hold-Up Man                | Mindre rolle                                         |
| 1988 | School Daze                                 | Leeds                      |                                                      |
| 1989 | Do the Right Thing                          | DJ Mister Senor Love Daddy |                                                      |
| 1989 | Sea of Love                                 | Sort fyr                   | Mindre rolle                                         |
| 1990 | Goodfellas                                  | Stacks Edwards             | Flugt-bils chauffør for Lufthansa Heist              |
| 1990 | Mo' Better Blues                            | Madlock                    |                                                      |
| 1990 | Def by Temptation                           | Præst Garth                | En Troma film                                        |
| 1991 | Strictly Business                           | Monroe                     |                                                      |
| 1991 | Jungle Fever                                | Gator Purify               |                                                      |
| 1992 | Juice                                       | Trip                       |                                                      |
| 1992 | Patriot Games                               | LCDR Robby Jackson         |                                                      |
| 1993 | Menace II Society                           | Tat Lawson                 |                                                      |
| 1993 | True Romance                                | Big Don                    | cameo                                                |
| 1993 | Dødbringende måben 1                        | Sgt. Wes Luger             |                                                      |
| 1993 | Amos & Andrew                               | Andrew Sterling            |                                                      |
| 1993 | Jurassic Park                               | John Raymond Arnold        |                                                      |
| 1994 | Fresh                                       | Sam                        |                                                      |
| 1994 | Pulp Fiction                                | Jules Winnfield            | Oscar nominering Arbejdede sammen med John Travolta. |
| 1995 | Kiss of Death                               | Calvin Hart                |                                                      |
| 1995 | Die Hard with a Vengeance                   | Zeus Carver                | Arbejdede sammen med Bruce Willis                    |
| 1996 | The Great White Hype                        | Rev. Fred Sultan           |                                                      |
| 1996 | A Time to Kill                              | Carl Lee Hailey            |                                                      |
| 1996 | The Long Kiss Goodnight                     | Mitch Henessey             |                                                      |
| 1996 | Hard Eight                                  | Jimmy                      |                                                      |
| 1997 | One Eight Seven                             | Trevor Garfield            |                                                      |
| 1997 | Eve's Bayou                                 | Louis Batiste              | Også producer                                        |
| 1997 | Jackie Brown                                | Ordell Robbie              |                                                      |
| 1998 | Sphere                                      | Dr. Harry Adams            |                                                      |
| 1998 | The Negotiator                              | Lt. Danny Roman            | Tjente $5,000,000                                    |
| 1998 | The Red Violin                              | Charles Morritz (Montréal) |                                                      |
| 1999 | Star Wars Episode I: The Phantom Menace     | Mace Windu                 |                                                      |
| 1999 | Deep Blue Sea                               | Russell Franklin           |                                                      |
| 2000 | Rules of Engagement                         | Col. Terry L. Childers     |                                                      |
| 2000 | Shaft                                       | John Shaft                 |                                                      |
| 2000 | Unbreakable                                 | Elijah Price               | Arbejdede sammen med Bruce Willis                    |
| 2001 | The Caveman's Valentine                     | Romulus Ledbetter          | Også executive producer                              |
| 2002 | Changing Lanes                              | Doyle Gipson               |                                                      |
| 2002 | Star Wars Episode II: Klonernes angreb      | Mace Windu                 | orig. Star Wars Episode II: Attack of the Clones     |
| 2002 | xXx                                         | Agent Augustus Gibbons     |                                                      |
| 2002 | The 51st State (Formula 51)                 | Elmo McElroy               | Også executive producer                              |
| 2003 | Basic                                       | Sargeant Nathan West       |                                                      |
| 2003 | S.W.A.T.                                    | Sgt. Dan 'Hondo' Harrelson |                                                      |
| 2003 | No Good Deed                                | Jack Friar                 |                                                      |
| 2004 | Twisted                                     | John Mills                 |                                                      |
| 2004 | Kill Bill Vol.2                             | Rufus                      |                                                      |
| 2004 | The Incredibles                             | Lucius Best/Frozone        | Kun som stemme                                       |
| 2004 | In My Country                               | Langston Whitfield         |                                                      |
| 2005 | Coach Carter                                | Coach Ken Carter           |                                                      |
| 2005 | xXx: State of the Union                     | Agent Augustus Gibbons     |                                                      |
| 2005 | Star Wars Episode III: Revenge of the Sith  | Mace Windu                 |                                                      |
| 2005 | The Man                                     | Derrick Vann               |                                                      |
| 2006 | Freedomland                                 | Lorenzo Council            |                                                      |
| 2006 | Snakes on a Plane                           | Neville Flynn              |                                                      |
| 2006 | Home of the Brave                           | Will Marsh                 |                                                      |
| 2007 | Farce of the Penguins                       | Forfæller                  | Kun som stemme                                       |
| 2007 | Black Snake Moan                            | Lazarus Woods              |                                                      |
| 2007 | 1408                                        | Gerald Olin                |                                                      |
| 2007 | Resurrecting the Champ                      | Bob Satterfield            |                                                      |
| 2008 | Jumper                                      | Agent Roland Cox           |                                                      |
| 2008 | Iron Man                                    | Nick Fury                  | Cameo, Ukrediteret                                   |
| 2011 | Captain America: The First Avenger          | Nick Fury                  |                                                      |
| 2012 | The Avengers                                | Nick Fury                  |                                                      |
| 2014 | Kingsman: The Secret Service                | Richard Valentine          |                                                      |
| 2015 | Avengers: Age of Ultron                     | Nick Fury                  |                                                      |
| 2016 | Miss Peregrine's Home for Peculiar Children | Barron                     |                                                      |
| 2017 | xXx: Return of Xander Cage                  | Agent Augustus Gibbons     |                                                      |
| 2017 | Avengers: Infinity War                      | Nick Fury                  | End-credit scene                                     |
| 2018 | The Incredibles 2                           | Lucius Best/Frozone        | Kun som stemme                                       |
| 2019 | Captain Marvel                              | Nick Fury                  |                                                      |
| 2019 | Spider-Man: Far From Home                   | Nick Fury                  |                                                      |
| 2019 | Glass                                       | Elijah Price               |                                                      |